# .320 Revolver
Appelé aussi .320 Européen ou .320 Bulldog, cette cartouche de revolver munie d'une balle en plomb durci de 8 mm fut conçu pour le Webley Bulldog dans les années 1870.
Cette cartouche est classée en catégorie D (vente libre aux personnes majeures) en France,.
Pour les cartouches produites après 1900 la catégorisation passe en B.